# Novotel Cup (damer)
Novotel Cup är en volleybolltävling arrangerad av Fédération Luxembourgeoise de Volleyball sedan 1987. Deltagarna är främst landslag (främst seniorlag, men för mer namnkunniga landslag har juniorlandslag förekommit), men även lag från regioner och klubblag har deltagit.

## Upplagor
| Upplaga | Podium                           | Podium        | Podium        |
| Upplaga | Guld                             | Silver        | Brons         |
| ------- | -------------------------------- | ------------- | ------------- |
| 1987    | Norge                            | Spanien       | Luxemburg     |
| 1988    | Sydkorea                         | Luxemburg     | England       |
| 1989    | England                          | Luxemburg     | Frankrike     |
| 1990    | England                          | Luxemburg     | Cypern        |
| 1991    | Finland                          | Israel        | Österrike     |
| 1992    | Österrike                        | Israel        | Luxemburg     |
| 1993    | Österrike                        | Portugal      | Israel        |
| 1994    | Rumänien                         | Österrike     | Portugal      |
| 1995    | Portugal                         | Slovakien     | Israel        |
| 1996    | Österrike                        | Danmark       | Luxemburg     |
| 1997    | Sverige                          | Danmark       | Slovakien     |
| 1999    | England                          | Cypern        | Luxemburg     |
| 2000    | Österrike                        | England       | Danmark       |
| 2001    | England                          | Danmark       | Luxemburg     |
| 2002    | England                          | Luxemburg     | Slovenien     |
| 2003    | Bayern                           | England       | Luxemburg     |
| 2004    | Luxemburg                        | Cypern        | Liechtenstein |
| 2005    | England                          | Luxemburg     | Liechtenstein |
| 2006    | Portugal                         | Estland       | Luxemburg     |
| 2007    | Portugal                         | Luxemburg     | Danmark       |
| 2008    | Storbritannien                   | Danmark       | Portugal      |
| 2009    | Azerbajdzjan                     | Österrike     | Danmark       |
| 2010    | Österrike                        | Danmark       | Luxemburg     |
| 2011    | Luxemburg                        | Liechtenstein | Island        |
| 2012    | England                          | Luxemburg     | Tyskland      |
| 2013    | Norge                            | Luxemburg     | England       |
| 2014    | Terville Florange Olympique Club | Azerbajdzjan  | Tyskland      |
| 2015    | Danmark                          | Luxemburg     | Liechtenstein |
| 2016    | Danmark                          | Luxemburg     | Island        |
| 2017    | Norge                            | Albanien      | Luxemburg     |
| 2017    | Terville Florange Olympique Club | San Marino    | Luxemburg     |
| 2020    | Luxemburg                        | England       | Island        |

## Medaljliga
| Pos. | Lag                              | Guld | Silver | Brons |
| ---- | -------------------------------- | ---- | ------ | ----- |
| 1    | England                          | 7    | 3      | 2     |
| 2    | Österrike                        | 5    | 2      | 1     |
| 3    | Luxemburg                        | 3    | 10     | 10    |
| 4    | Portugal                         | 3    | 1      | 2     |
| 5    | Norge                            | 3    | -      | -     |
| 6    | Danmark                          | 2    | 5      | 3     |
| 7    | Terville Florange Olympique Club | 2    | -      | -     |
| 8    | Azerbajdzjan                     | 1    | 1      | -     |
| 9    | Bayern                           | 1    | -      | -     |
|      | Finland                          | 1    | -      | -     |
|      | Rumänien                         | 1    | -      | -     |
|      | Storbritannien                   | 1    | -      | -     |
|      | Sverige                          | 1    | -      | -     |
|      | Sydkorea                         | 1    | -      | -     |
| 15   | Israel                           | -    | 2      | 2     |
| 16   | Cypern                           | -    | 2      | 1     |
| 17   | Liechtenstein                    | -    | 1      | 3     |
| 18   | Slovakien                        | -    | 1      | 1     |
| 19   | Albanien                         | -    | 1      | -     |
|      | Estland                          | -    | 1      | -     |
|      | San Marino                       | -    | 1      | -     |
|      | Spanien                          | -    | 1      | -     |
| 23   | Island                           | -    | -      | 3     |
| 24   | Tyskland                         | -    | -      | 2     |
| 25   | Frankrike                        | -    | -      | 1     |
|      | Slovenien                        | -    | -      | 1     |